# Four Roses
Four Roses es una marca de whiskey de Bourbon producido por Kirin Brewery Company en Kentucky, Estados Unidos. La destilería, situada en la localidad de Lawrenceburg, fue construida en 1910 con una arquitectura de Estilo Misión y figura en el Registro Nacional de Lugares Históricos, además de formar parte del Kentucky Bourbon Trail (Ruta del Bourbon de Kentucky). El almacén de la compañía para operaciones de envejecimiento y embotellado se encuentra en Cox's Creek, Kentucky.

## Variantes
- Four Roses Bourbon: 40% alc./vol.; vendido en Estados Unidos, Europa y Japón
- Four Roses Small Batch: 45% alc./vol.; vendido en Estados Unidos y Europa
- Four Roses Single Barrel: 50% alc./vol.; vendido en Estados Unidos, Europa y Japón
- Four Roses Small Batch Select: 52% alc./vol.; vendido en Estados Unidos
- Four Roses Black: 40% alc./vol.; vendido en Japón
- Four Roses Super Premium: 43% alc./vol.; vendido en Japón

La destilería también produce lanzamientos conmemorativos especiales de unidades limitadas.